# Akihiro Hatsushika

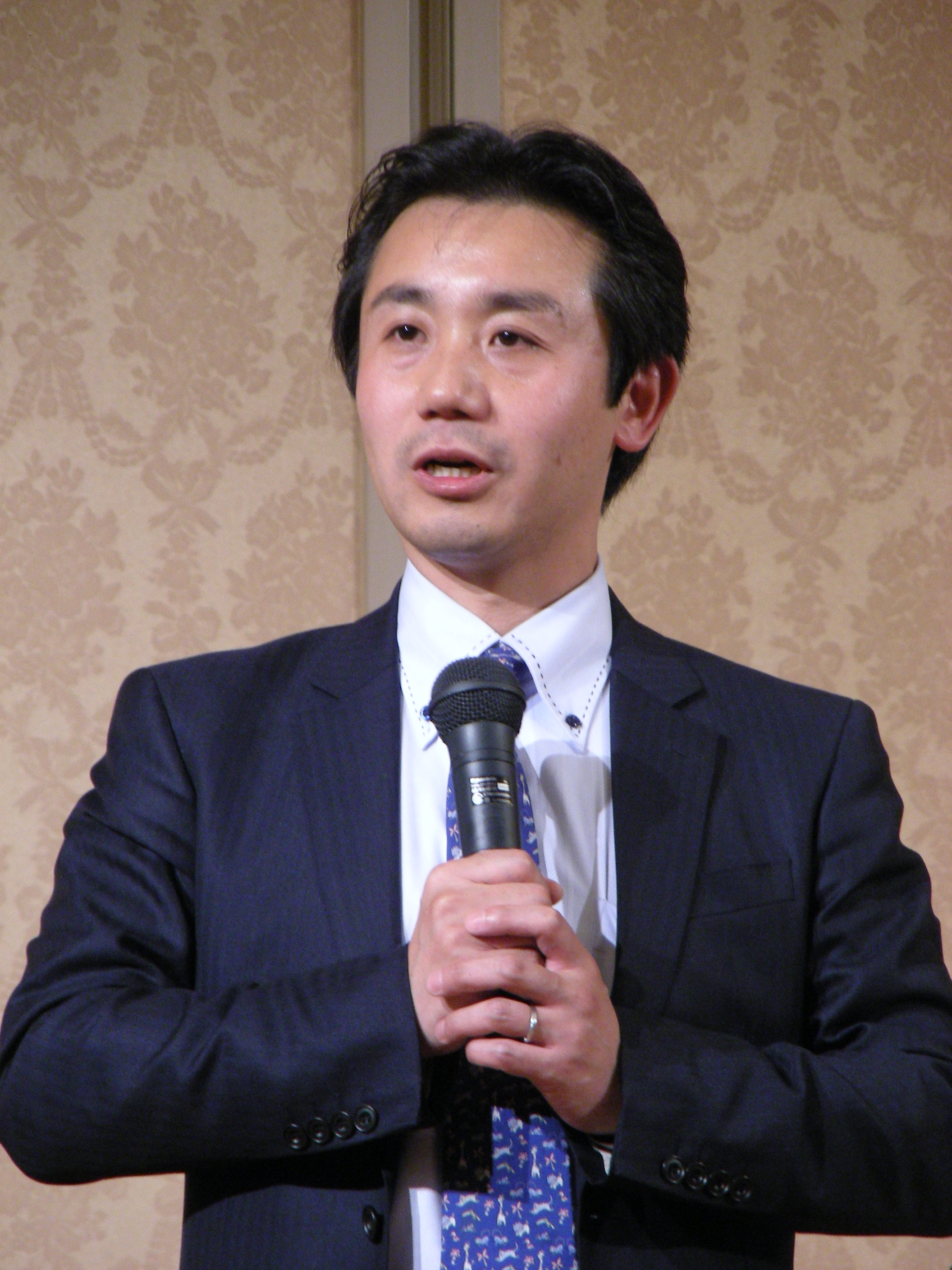
Akihiro Hatsushika, 2012

Akihiro Hatsushika (japanisch 初鹿 明博 Hatsushika Akihiro; * 15. April 1969 im Bezirk Edogawa, Tokio, Präfektur Tokio) ist ein japanischer Politiker (Demokratische Partei→Grüner Wind→Japanische Zukunftspartei→Partei der Restauration/Erneuerung (ishin)→Demokratische Fortschrittspartei→Konstitutionell-Demokratische Partei→parteilos) und war 2009–12 und 2014–20 Mitglied des Abgeordnetenhauses, des Unterhauses der Nationalversammlung, zuletzt für den Verhältniswahlblock Tokio.
Hatsushika, Absolvent der rechtswissenschaftlichen Fakultät der Universität Tokio, wurde Sekretär des liberaldemokratischen Abgeordneten Ichirō Aisawa aus Okayama. Bei der Wahl 1997 kandidierte er als Kandidat der Demokratischen Partei in seinem Heimatwahlkreis Edogawa-ku (Fünfmandatswahlkreis) erfolglos für das Präfekturparlament von Tokio. Danach war er Sekretär für den demokratischen Abgeordneten Yukio Hatoyama. Im zweiten Anlauf gelang ihm bei der Wahl 2001 der Sprung ins Präfekturparlament; 2005 wurde er wiedergewählt.
2009 wechselte Hatsushika in die Nationalpolitik: Bei der Abgeordnetenhauswahl 2009 kandidierte er für die Demokratische Partei im 16. Wahlkreis Tokio, der Teile des Edogawa-ku umfasst, und setzte sich gegen den liberaldemokratischen Amtsinhaber Yoshinobu Shimamura durch. Im Sommer 2012 stimmte er gegen die vom Kabinett Noda eingebrachte Mehrwertsteuererhöhung, blieb aber anders als viele andere „Rebellen“ abgesehen von einer dafür verhängten vorübergehenden zweimonatigen Suspendierung zunächst in der Partei. Erst im November 2012 trat er für die bevorstehende Abgeordnetenhauswahl 2012 aus und schloss sich zunächst der Midori no Kaze an, kandidierte dann aber für die Zukunftspartei, in der sich für die Wahl die meisten ex-demokratischen Gegner von Mehrwertsteuererhöhung, TPP-Beitritt und Atomkraft sammelten. Mit nur 11 % der Stimmen landete Hatsushika 2012 abgeschlagen auf dem vierten Platz, den Sitz gewann Liberaldemokrat Hideo Ōnishi.
2014 kandidierte Hatsushika für die Ishin-Partei und unterlag im Wahlkreis Tokio 16 mit 26,6 % der Stimmen zwar deutlich Hideo Ōnishi (46,3 %), gewann aber einen der drei Ishin-Sitze bei der Verhältniswahl im Block Tokio. Bei der Ishin-Spaltung 2015 verblieb er bei der Rumpfpartei, die sich 2016 mit den Demokraten zur Demokratischen Fortschrittspartei vereinigte. Als sich diese für die Abgeordnetenhauswahl 2017 positionierte und im Ergebnis wieder spaltete, stellte sich Hatsushika gegen den Versuch der Parteiführung um Seiji Maehara, die gesamte Partei in die Partei der Hoffnung von Yuriko Koike zu überführen, die die Sicherheits- und Verfassungspolitik der Regierung Abe im Grundsatz unterstützt. Er schloss sich Yukio Edanos Konstitutionell-Demokratischer Partei an. Bei der Wahl verlor er den Wahlkreis mit 34,6 % der Stimmen knapper an Ōnishi (40,9 %), erreichte damit den dritten KDP-Listenplatz und gewann abermals einen Sitz bei der Verhältniswahl.
2017 wurden Vorwürfe öffentlich, Hatsushika habe 2015 eine Frau in einem Taxi sexuell belästigt. 2019 meldete die Frau den Vorfall der Polizei, im Dezember 2019 wurde der Fall von der Präfekturpolizei von Tokio an die Staatsanwaltschaft übergeben, Anfang 2020 verließ er die KDP-Fraktion. Das Verfahren wurde im September 2020 ohne Anklage eingestellt; aber Hatsushika kündigte am 22. Oktober 2020 seinen Rücktritt als Abgeordneter mit Wirkung vom 26. Oktober an. Nachrücker wird voraussichtlich Akihiro Matsuo (KDP).